# Ali Fazıl Kasap
Ali Fazıl Kasap (* 3. Juni 1965 in Emet, Kütahya) ist ein türkischer Politiker (CHP) und Parlamentsabgeordneter.

## Leben
Ali Fazıl Kasap wurde 1965 im Dorf Şeyhler im Bezirk Emet in Kütahya geboren. Er absolvierte seine Grund-, Mittel- und Oberschulausbildung in Kütahya und studierte an der medizinischen Fakultät der Dokuz-Eylül-Universität. Seinen Pflichtdienst als Arzt absolvierte er im Burdur-Yeşilova-Salda-Gesundheitszentrum.
Nach Abschluss seiner Facharztausbildung in der Abteilung für Kindergesundheit und -krankheiten an der Medizinischen Fakultät der Selçuk-Universität arbeitete er im Staatlichen Krankenhaus von Kütahya und schied 2006 aus dem öffentlichen Dienst aus, um das private Hekim Sinan Cerrahi Medical Center zu gründen. 2014 kehrte er in den öffentlichen Dienst zurück und wurde bei den Parlamentswahlen 2015 stellvertretender Kandidat der Cumhuriyet Halk Partisi (CHP) auf Platz 1 der Vorwahlen.
Bei den Parlamentswahlen 2018 in der Türkei wurde er zum Abgeordneten der CHP Kütahya gewählt und war auch Mitglied des CHP-Ausschusses für Gesundheit, Familie und Soziales. Derzeit ist er Abgeordneter in Kütahya.